# Camargoia pilicornis
Camargoia pilicornis är en biart som först beskrevs av Adolpho Ducke 1911.  Camargoia pilicornis ingår i släktet Camargoia och familjen långtungebin. Inga underarter finns listade.